# 1992 في إسبانيا
فيما يلي قوائم الأحداث التي وقعت خلال عام 1992 في إسبانيا.

## أحداث
- 1 يناير – الألعاب البارالمبية الصيفية 1992
- 25 يوليو – الألعاب الأولمبية الصيفية 1992

## رياضة
- 1 يناير – بطولة العالم لسباق الدراجات على الطريق 1992
- 1 يناير – بطولة العالم للدراجات على المضمار 1992
- 1 يناير – طواف إسبانيا 1992

## ظهور
- 1 يناير – أمارال
- 1 يناير – لوس ديل ريو

## أفلام
من الأفلام التي صدرت هذه السنة في إسبانيا:
- 1 يناير – بيل إيبوكيه من إخراج فيرناندو ترويبا.
- 1 يناير – خامون خامون من إخراج بيغاس لونا.

## برامج ومسلسلات وأنمي
- الفواكه

## مواليد

### يناير
- 3 يناير – خون أورتينيتزي لاعب كرة قدم إسباني.
- 4 يناير – سابين ميرينو لاعب كرة قدم إسباني.
- 8 يناير – كوكي لاعب كرة قدم إسباني.
- 11 يناير – خافيير مارتي لاعب كرة مضرب إسباني.
- 11 يناير – داني كارفاخال لاعب كرة قدم إسباني.
- 23 يناير – سيرجيو ألفاريز دياث لاعب كرة قدم إسباني.

### فبراير
- 2 فبراير – أوناي بوستينزا لاعب كرة قدم إسباني.
- 5 فبراير – فيكتور تشو لاعب كرة قدم إسباني.
- 8 فبراير – أندير كابا لاعب كرة قدم إسباني.
- 11 فبراير – روبين بيليما لاعب كرة قدم إسباني.
- 13 فبراير – كيفين لاكروز لاعب كرة قدم إسباني.
- 16 فبراير – بيل كومباني لاعب كرة قدم إسباني.
- 21 فبراير – كارلوس كليرك لاعب كرة قدم إسباني.
- 22 فبراير – لارا غونزاليس أورتيغا لاعبة كرة يد إسبانية.

### مارس
- 16 مارس – ألبيرت دالماو لاعب كرة قدم إسباني.
- 20 مارس – لارا أروابارينا لاعبة كرة مضرب إسبانية.
- 21 مارس – جوردي أمات لاعب كرة قدم إسباني.
- 27 مارس – بيدرو أوبيانغ لاعب كرة قدم إسباني.
- 27 مارس – مارك مونييسا لاعب كرة قدم إسباني.
- 28 مارس – سيرجي غوميز لاعب كرة قدم إسباني.

### أبريل
- 7 أبريل – جيرارد مورينو لاعب كرة قدم إسباني.
- 15 أبريل – دانيال رويز
- 21 أبريل – إيسكو لاعب كرة قدم إسباني.
- 24 أبريل – لورا جيل لاعبة كرة سلة إسبانية.
- 27 أبريل – إنريك سابوريت لاعب كرة قدم إسباني.

### مايو
- 2 مايو – ماريا تيريزا تورو فلور لاعبة كرة مضرب إسبانية.
- 11 مايو – بابلو سارابيا لاعب كرة قدم إسباني.
- 18 مايو – فيرناندو باتشيكو لاعب كرة قدم إسباني.
- 21 مايو – بورتو لاعب كرة قدم إسباني.

### يونيو
- 15 يونيو – دانييل غوميز لاعب كرة قدم إسباني.
- 24 يونيو – روبن بوفر لاعب كرة قدم إسباني.

### يوليو
- 5 يوليو – ألبرتو مورينو لاعب كرة قدم إسباني.
- 7 يوليو – فيكتور أرتيغا لاعب كرة سلة إسباني.
- 9 يوليو – أدريان مارتن متسابق دراجات نارية إسباني.
- 9 يوليو – بورخا فايي لاعب كرة قدم إسباني.
- 28 يوليو – خوان كروز لاعب كرة قدم إسباني.

### أغسطس
- 25 أغسطس – بورخا غونزاليز لاعب كرة قدم إسباني.

### سبتمبر
- 7 سبتمبر – سيرجيو رودريغيز هورتادو لاعب كرة قدم إسباني.
- 16 سبتمبر – فرانسيسكو بيريز جيل لاعب كرة قدم إسباني.
- 20 سبتمبر – جويل جونسون لاعب كرة قدم إسباني.
- 28 سبتمبر – إجناسي ميكيل لاعب كرة قدم إسباني.
- 28 سبتمبر – لويس ألبرتو روميرو لاعب كرة قدم إسباني.

### أكتوبر
- 6 أكتوبر – ماريو غوميز مارتين لاعب كرة قدم إسباني.
- 15 أكتوبر – أليكس فرنانديز لاعب كرة قدم إسباني.
- 22 أكتوبر – روبين باردو غيتيريز لاعب كرة قدم إسباني.
- 23 أكتوبر – ألفارو موراتا لاعب كرة قدم إسباني.
- 27 أكتوبر – ألفارو غارسيا ريفيرا لاعب كرة قدم إسباني.

### نوفمبر
- 21 نوفمبر – ميريا لالاغونا
- 22 نوفمبر – كارلس جيل لاعب كرة قدم إسباني.

### ديسمبر
- 17 ديسمبر – أليكس دوجشيبايف لاعب كرة يد إسباني.
- 19 ديسمبر – إيكر مونياين لاعب كرة قدم إسباني.
- 23 ديسمبر – فران جيرا لاعب كرة سلة إسباني.
- 23 ديسمبر – ماريو باركو لاعب كرة قدم إسباني.

## وفيات

### أبريل
- 2 أبريل – خوان غوميز غونزاليس (مواليد 1954)
- 11 أبريل – أليخاندرو أوريغون (مواليد 1920) فنان كولومبي.

### يونيو
- 21 يونيو – جوان فوستر (مواليد 1922) كاتب إسباني.

### يوليو
- 2 يوليو – كامارون ديلا إيسلا (مواليد 1950)

### أغسطس
- 7 أغسطس – فرانثيسكو فيرنانديث أوردونييث (مواليد 1930) سياسي إسباني.
- 21 أغسطس – إسيدرو لانغارا (مواليد 1912) لاعب كرة قدم إسباني.

### أكتوبر
- 24 أكتوبر – لويس روسالس (مواليد 1910) كاتب إسباني.